# Sundar Nagar
Sundar Nagar – miasto w północnych Indiach w stanie Himachal Pradesh, w zachodnich Himalajach.
Populacja miasta w 2001 roku wynosiła 23 979 mieszkańców.